# کاپی‌کایا (قره‌عیسی‌لی)
کاپی‌کایا (به ترکی استانبولی: Kapıkaya) یک منطقهٔ مسکونی در ترکیه است که در کارایسالی واقع شده‌است.